# کروکوو
کروکوو (به آلمانی: Kruckow) یک شهر در آلمان است که در فرپومرن-گرایفسوالد واقع شده‌است. کروکوو ۷۰۹ نفر جمعیت دارد.